# Ân Khai Sơn
Ân Kiệu (殷峤, ? - 622), thường được biết đến với tên Ân Khai Sơn (殷开山). Ông là một tướng quân nổi danh cuối nhà Tùy đầu nhà Đường. Ông có công lớn trong việc thống nhất Trung Quốc dưới triều đại nhà Đường. Ân Khai Sơn được liệt vào 24 công thần được vẽ chân dung trên Lăng Yên Các.
Ân Khai Sơn nổi tiếng từ nhỏ nhờ năng lực thơ ca và thư pháp. Ông từng làm quan tại quận Thái Cốc trong suốt triều nhà Tùy. Khi Lý Uyên, đồng thời là Đường Cao Tổ sau này, đã nổi dậy chống lại nhà Tùy ở Thái Nguyên vào năm 617, Ân Khai Sơn đã gia nhập lực lượng nổi dậy. Lý Uyên bổ nhiệm ông làm phó quan. Ngay sau đó, Ân Khai Sơn tham gia trận đánh Hoắc Ấp, trận chiến chen chốt quyết định Lý Uyên thành lập nhà Đường.
Ân Khai Sơn cũng tham gia vào các chiến dịch chống lại Tiết Cử, một thủ lĩnh ở Kim Thành (Lan Châu, Cam Túc ngày nay) và Lưu Vũ Chu, một thủ lĩnh tại phía bắc Thái Nguyên. Trong trận chiến với Tiết Cử, Ân Khai Sơn đã bị đánh bại vì ông đánh giá thấp đối thủ và không tuân theo mệnh lệnh của Lý Thế Dân, thống soái của nhà Đường trong chiến dịch này. Ân Khai Sơn bị giáng chức sau trận chiến này. Tuy nhiên, trong trận chiến tiếp theo với con trai của Tiết Cử, Tiết Nhân Cảo, Ân Khai Sơn đã có những đóng góp lớn, vì vậy ông được phục chức sau trận này. Trong chiến dịch chống lại Lưu Vũ Chu, Ân Khai Sơn đã lãnh đạo quân trấn thủ tại Trận Meiliangchuan. Ân Khai Sơn hỗ trợ Tần Thúc Bảo trong trận chiến và buộc Uất Trì Kính Đức, một mãnh tướng phải đầu hàng phục vụ cho Lý Thế Dân.
Năm 619, Ân Khai Sơn được bổ nhiệm Binh bộ thượng thư. Sau đó, ông tham gia chiến dịch do Lý Thế Dân lãnh đạo chống lại Vương Thế Sung và Đậu Kiến Đức, hai đối thủ mạnh nhất của triều đại nhà Đường lúc bấy giờ. Sau trận chiến Hổ lao, nhà Đường diệt cả Vương và Đậu. Ân Khai Sơn được Đường Cao Tổ phong tước Vân quốc công vì những công lao đóng góp của ông.
Năm 622, Ân Khai Sơn chết trên đường đến Hà Bắc để tấn công quân của Lưu Hắc Thác. Năm 643 Ân Khai Sơn được liệt vào một trong 24 công thần khai quốc nhà Đường và được vẽ chân dung tại Lăng Yên các.